# Бачурин, Евгений Владимирович
Евге́ний Влади́мирович Бачу́рин (1934 — 2015) — советский и российский поэт, бард, художник. Заслуженный деятель искусств Российской Федерации (2005)

## Биография
- 1951 — окончил среднюю школу в Сочи и поступил в Московский полиграфический институт.
- 1954 — ушёл из института и поступил в Ленинградский институт имени И. Е. Репина на факультет живописи.
- 1957 — исключён с третьего курса института в связи с дисциплинарными взысканиями и за то, что «косил глазом на Ван-Гога». Вернувшись в Москву, продолжил учёбу в Полиграфическом институте.
- 1959 — окончил Московский полиграфический институт.
- 1960—1969 — работал художником-иллюстратором в периодической печати: журналах «Юность», «Смена», «Наука и жизнь», газете «Неделя» и др., а также в книжных издательствах «Художественная литература», «Детгиз», «Мир», «Прогресс», «Молодая гвардия».
- 1969 — вступил в Союз художников СССР.
- 1970 — работал как график-станковист в технике литографии. Периодически занимался живописью.

С 1985 занимался исключительно живописью.
Стихи, песни, короткие рассказы писал с 1967 года. Стихи публиковались в периодической печати — журналах «Юность», «Знамя», «Сельская молодёжь»; в советских и зарубежных сборниках авторских песен; в «Литературной газете», в газетах «Русская мысль» (Париж), «Новое русское слово» (Нью-Йорк), в журнале «Континент» (Париж) В 1980 году вышел его первый диск — «Шахматы на балконе».
Умер 1 января 2015 года. Похоронен в Москве на Головинском кладбище.

## Дискография

### Виниловые грампластинки
Список композиций:
1. Ручей
2. Баллада об утраченной любви
3. Ты ходи, волна, гуляй
4. Беседка
5. Олень
6. Ты, негаданный-нежданный
7. Ожидание

Список композиций:
1. Благодарность
2. Жасмин
3. Чайка Джонатан
4. Алеют птицы на заре
5. Пальто
6. Баллада о гордом рыцаре
7. Пегасик
8. Первый менестрель
9. Надежда
10. Мы не вольны собой распоряжаться (Романс № 4)
11. Крупица
12. Дерева
13. Пташечка
14. Ах, Мышка
15. Девочка Настя

Список композиций:
1. Я предлагаю спеть о том
2. В ожидании вишен
3. Весенние мотивы
4. Между нами
5. Дороженька
6. Поэт
7. Над головой
8. Выслугой лет
9. Хрупкая планета
10. Полынь
11. Первый гром
12. Прогулка
13. Посвящение Беранже

Список композиций:
1. Я — Ваша тень
2. Осторожность
3. Я спрошу у Господа
4. Баллада на четверых
5. Посвящение Вертинскому
6. Когда мы будем жить вместе
7. Душеспасительный романс
8. Констатация факта
9. Транспортная баллада
10. Дерево добра и зла
11. Баллада о скульпторше
12. Впередсмотрящий
13. Взгляд со стороны

Список композиций:
1. Насекомые
2. А ты не верь
3. Окно
4. Псалом
5. В начале лета
6. Где ж набраться оптимизма
7. Непокорные дети
8. Пьяный корабль
9. Скоморох
10. Где вы брали арбузы
11. Дядя Биль
12. Восточная песня (из спектакля «Прощай, Гюльсары»)
13. Жил поэт

### CD диски
- «В ожидании вишен» (1994).
- «Всё про любовь» (1997).
- «Ястреб с высоты» (2000) аранжировки А. Ветлугина.
- «Женщина и человек» (2000).
- «Мешая истину и ложь» (2000)
- «Годы застолья (избранное)» (2002).
- «Юбилейный» (2004).

## Книги
- 2000 Книга стихов и песен «Я ваша тень». Музыкальный редактор — В. Т. Жуков. — М.: Издательство Юрия Кувалдина «Книжный сад», 1999.
- 2000 Книга стихов и песен «Дерева»
- 2004 Книга стихов «Дерева, вы мои дерева»

## Выставки
- 1969 — Выставка живописи и графики, Острава, Чехословакия.
- 1970 — Выставка графики (Ю. И. Соостер, И. И. Кабаков, В. Б. Янкилевский, Ю. Л. Куперман, Е. Бачурин), Цюрих, Швейцария.
- 1971 — Выставка графики, Лозанна, Швейцария.
- 1973 — Персональная выставка в Институте физических проблем, Москва; международная выставка книги, Швеция.
- 1978 — Выставка в Манеже, Москва.
- 1979 — Выставка «Голубые дороги» в Манеже, Москва.
- 1980 — Персональная выставка, Новосибирск; выставка графики, Австрия.
- 1981 — Персональная выставка, Москва.
- 1982 — Выставка «Человек и космос», Париж; собрание г-на Людвига, музей современного искусства, Кёльн, Германия; Биеннале в Триесте; выставка живописи «Объединение № 1» на Кузнецком мосту, Москва.
- 1988 — Выставка живописи «Объединение № 1» на Кузнецком мосту, Москва; выставка «Ars sovjetico», Хельсинки, Финляндия; Биеннале в Венеции.
- 1989 — Выставка «Ars sovjetico», Хельсинки, Финляндия; Биеннале в Венеции.
- 1991 — Персональная выставка в Центральном Доме Художника, Москва.
- 1992 — Персональная выставка в Кембриджской художественной галерее, Бостон, США.
- 1994 — Персональная выставка в Центральном Доме Художника, Москва; выставка в художественном музее Сочи.
- 1995 — Выставка в галерее «XX век», Ульяновск.
- 1996 — Выставка в галерее «М’АРС», Москва.
- 1997 — Персональная выставка в Центральном Доме Художника, Москва.
- 1998 — Персональная выставка в Центральном Доме Художника, Москва.
- 1999 — Выставка в Государственном Русском музее, собрание Бар-Гера.
- 2000 — Выставка собрания Бар-Гера, Верона, Италия.
- 2000 — Персональная выставка в галерее Алана Блонделя, Париж, Франция.
- 2002 — Персональная выставка Государственном музее А. С. Пушкина, Москва.
- 2004 — Персональная выставка в галерее «Новый Эрмитаж», Москва.
- 2016 — Персональная выставка в галерее открытый клуб «Послеполуденный отдых мира» Архивная копия от 11 апреля 2021 на Wayback Machine

Работы находятся в Третьяковской галерее, в Музее изобразительных искусств имени А. С. Пушкина, в музеях городов: Саратова, Владивостока, Петропавловска-Камчатского и др., а также в Музее современного искусства, собрании г-на Людвига (Кёльн, Германия), собрании г-на Клемке (США), галерее «Солидарность» (Польша), Национальной Галерее Балтимора (США), в музеях Финляндии, Швеции, Японии.